# Obserwatorium Fabry
Obserwatorium Fabry (hiszp. i kat. Observatorio Fabra) – obserwatorium astronomiczne w Barcelonie w regionie Katalonia, w Hiszpanii. Usytuowane na wzgórzu Tibidabo w paśmie górskim Serra de Collserola. Położone w stronę morza, 415 metrów nad poziomem morza.
Współcześnie jest siedzibą Royal Academy of Sciences and Arts of Barcelona. Swoje imię zawdzięcza twórcy projektu Camil Fabra i Fontanillsm, który był szacowanym przemysłowcem oraz ex-prezydentem Barcelony. Podarował on część swojej fortuny Akademii w celu realizacji projektu. W obserwatorium odkryto m.in. kometę 32P/Comas Solá oraz planetoidy: (804) Hispania, (925) Alphonsina, (945) Barcelona, (986) Amelia, (1102) Pepita, (1655) Comas Solá, (1626) Sadeya, (1708) Pólit, (4298) Jorgenúnez, jednym z odkrywców był Josep Comas Solá.
Utworzony w 1904 roku, jest czwartym najstarszym obserwatorium na świecie, które nadal funkcjonuje.

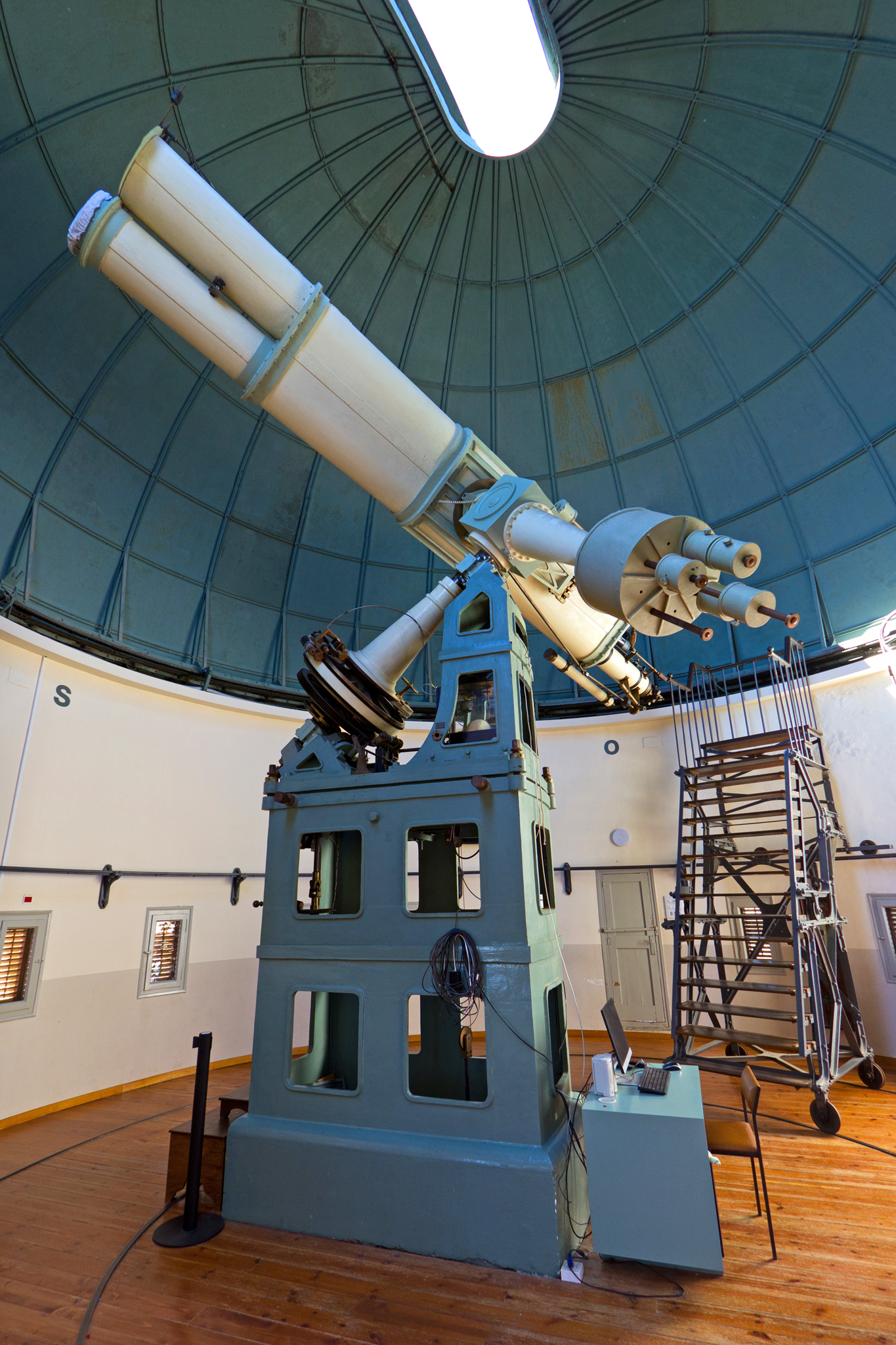
Główny teleskop optyczny
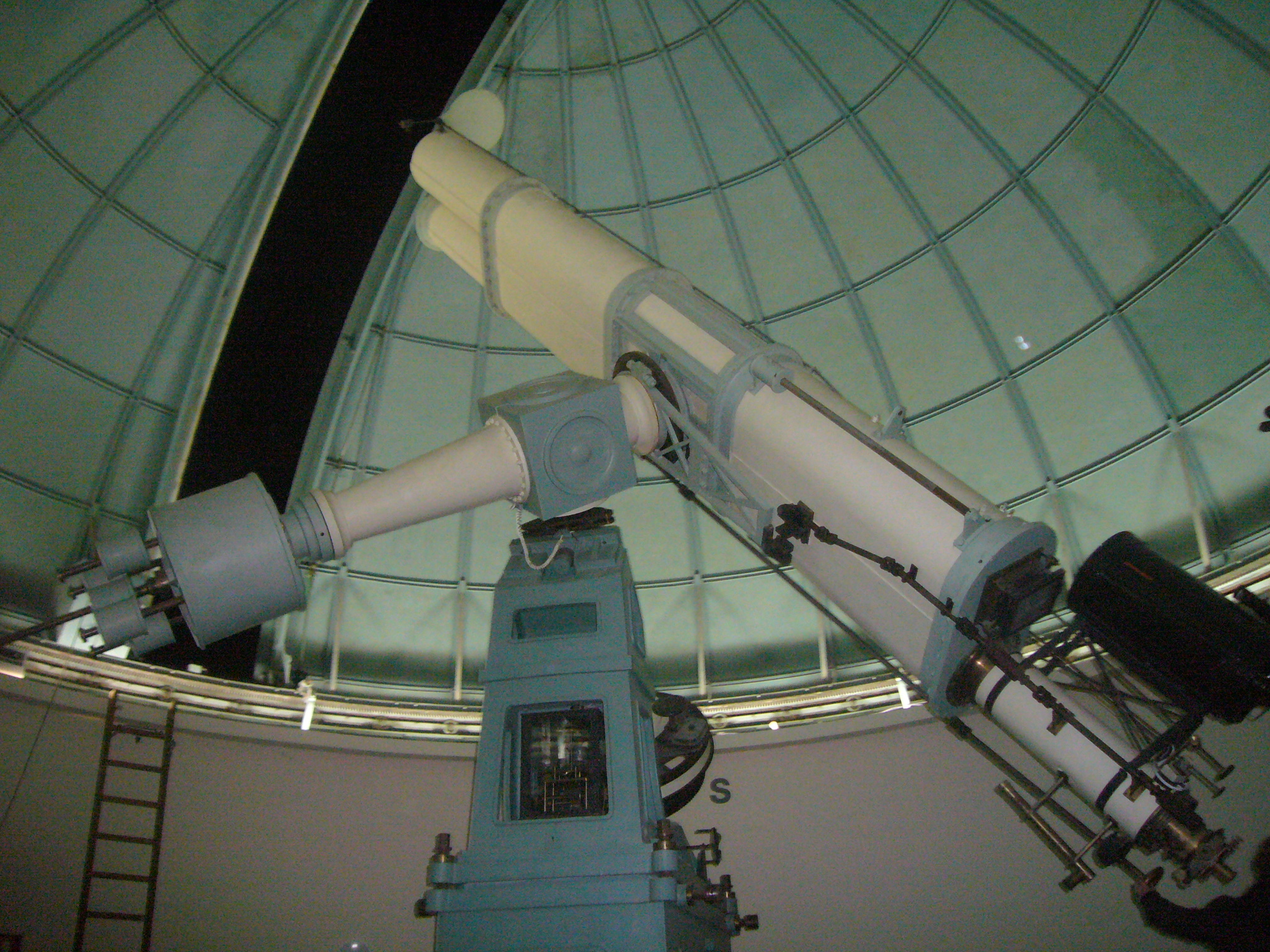
Refraktor z 1904 roku
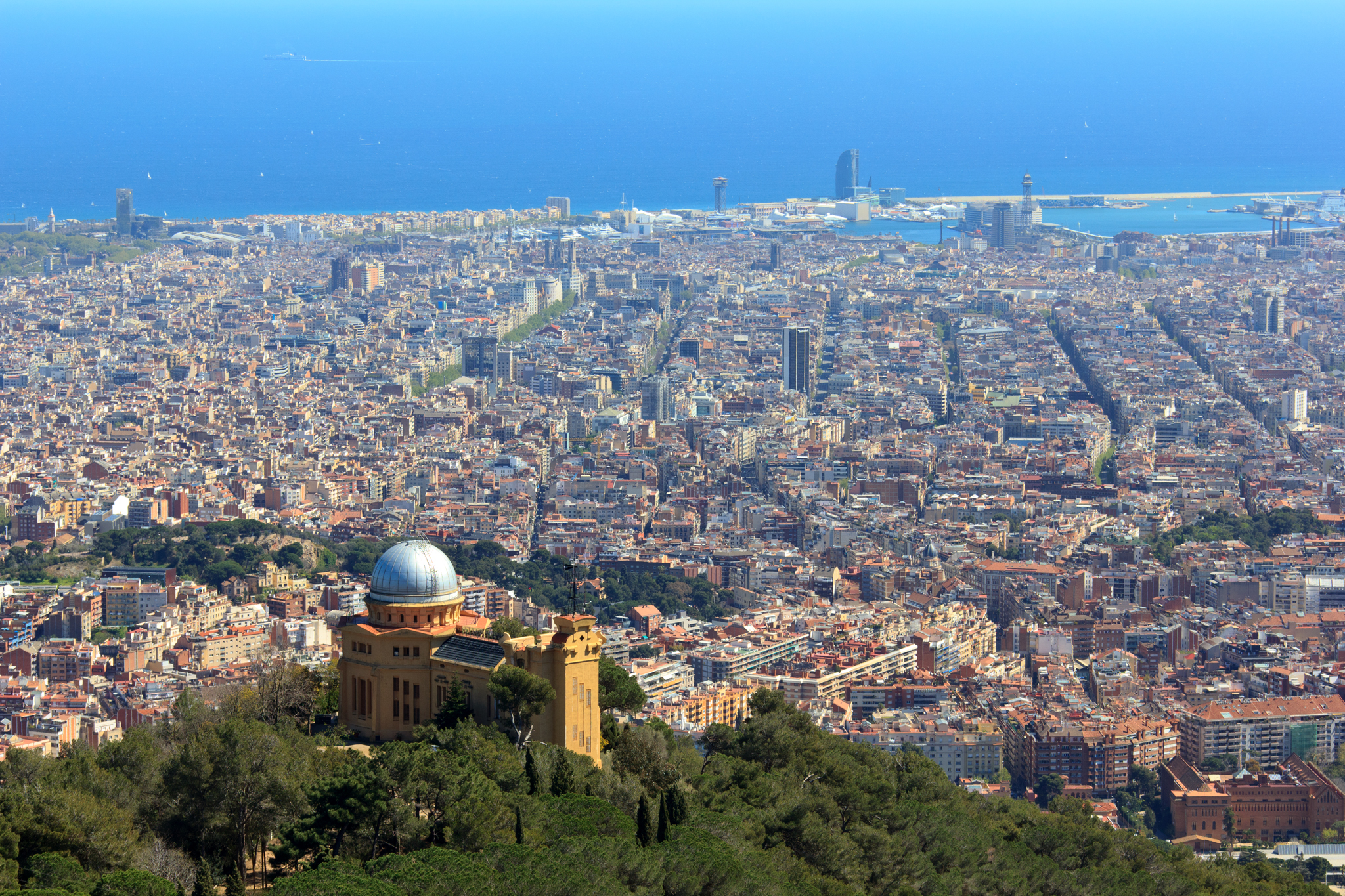
Widok na miasto od strony obserwatorium